# 皮拉埃
皮拉埃（亦作，發音：[piːraʔe]）是法国海外集体法屬玻里尼西亞向风群岛行政区的一个市镇，位于大溪地島。

## 地理
皮拉埃（17°31'28"S, 149°31'23"W）面积35 平方千米，位于法国海外集体法屬玻里尼西亞向风群岛的大溪地島。
与皮拉埃接壤的市镇包括：普纳奥亚、阿鲁埃、马希纳、法阿、帕皮提。

## 行政
皮拉埃的邮政编码为98716，INSEE市镇编码为98736。

## 政治
皮拉埃的现任市长为愛德華·弗里奇（Édouard Fritch）先生，任期为2020-2026年。

## 人口
皮拉埃于2022年时的人口数量为14,068人。